# 인터페이스 분리 원칙
인터페이스 분리 원칙은 클라이언트가 자신이 이용하지 않는 메서드에 의존하지 않아야 한다는 원칙이다.
인터페이스 분리 원칙은 큰 덩어리의 인터페이스들을 구체적이고 작은 단위들로 분리시킴으로써 클라이언트들이 꼭 필요한 메서드들만 이용할 수 있게 한다. 이와 같은 작은 단위들을 역할 인터페이스라고도 부른다. 인터페이스 분리 원칙을 통해 시스템의 내부 의존성을 약화시켜 리팩토링, 수정, 재배포를 쉽게 할 수 있다. 인터페이스 분리 원칙은 SOLID 5원칙의 하나이며, GRASP의 밀착 원칙과 비슷하다.

## 참고 문헌
1. ↑  
Martin, Robert (2002). Agile Software Development: Principles, Patterns and Practices. Pearson Education.
2. ↑  Role Interface
3. ↑  “David Hayden, Interface-Segregation Principle (ISP) - Principles of Object-Oriented Class Design”. 2010년 8월 20일에 원본 문서에서 보존된 문서. 2015년 4월 7일에 확인함.